# Carlos Alberto Arroyo del Río
Carlos Alberto Arroyo del Río (Guayaquil, 27 de novembre de 1893-Guayaquil, 31 d'octubre de 1969) fou un advocat i polític equatorià. Va exercir com a President de la República de l'Equador, des de l'1 de setembre de 1940, fins al seu derrocament en la revolució del 28 de maig de 1944, coneguda com la «La Gloriosa».

## Biografia
Carlos Alberto Arroyo del Río va néixer el 27 de novembre de 1893, a Guayaquil, Equador. Fill del colombià Manuel María Arroyo i de la guaiaquilenya Aurora del Río.
Es va graduar d'advocat abans de complir els 21 anys d'edat; als 22 era diputat suplent per la província del Guayas i hauria pogut treballar com a secretari particular del president Alfredo Baquerizo Moreno, oferta que va declinar per acompanyar a la seva mare. Als 25 va començar a regentar les càtedres de Dret Civil i Sociologia en la Universitat de Guayaquil, tasca en la qual va exercir durant 22 anys; als 27 no va acceptar el ministeri de Govern per falta de l'edat requerida, però va regentar el gabinet jurídic privat de José Luis Tamayo mentre aquest exercia la presidència de la República; als 29 va presidir el Consell Cantonal de Guayaquil i va representar la província del Guayas com a diputat; als 31 va ser al Senat; als 33 en el deganat de la Facultat de Jurisprudència i en la Junta Suprema del Partit Liberal; als 39 va regir la universitat i va intervenir breument com a candidat a la presidència.
Arribat als 40 d'edat, era el líder absolut del liberalisme equatorià. Va ocupar dues vegades la presidència del Congrés i des d'ella va capitanejar l'oposició a José María Velasco Ibarra, va reunificar el Partit Liberal. A més de la seva activitat política, exercia el seu treball jurídic, molt cotitzat per les empreses estrangeres que invertien i produïen a l'Equador.
En 1939 va exercir de president provisional durant 23 dies, en els quals va reorganitzar els padrons per a l'elecció de president de la República i va acceptar la candidatura única que li oferia el Partit Liberal.
Va presentar la seva candidatura oficial per a les eleccions presidencials de 1940, que va guanyar i va iniciar el seu període presidencial l'1 de setembre de 1940. Després del seu paper molt discutit durant la guerra contra el Perú i el protocol de Rio de Janeiro, va ser derrocat en la revolució del 28 de maig de 1944, coneguda com la «La Gloriosa». Exiliat a Bogotà (1944- 1946), va escriure els dos volums de Bajo el imperio del odio en defensa de la seva gestió presidencial.
En 1947, va exercit d'advocat a Nova York. Va tornar a Guayaquil el 1948, on, especialment a partir de 1959, va col·laborar en la creació de l'Autoritat Portuària de Guayaquil.